# 1821 (série télévisée)

1821 est un docufiction grec en huit épisodes de 50 minutes diffusé en 2011. Produit par la chaîne Skai TV, il est réalisé et présenté par l'écrivain Pétros Tatsόpoulos (el). Sponsorisé par la Banque nationale de Grèce et réalisé avec l'aide de nombreux historiens (comme William St. Clair, de l'université de Londres, Fikret Adanir, de l'université d'Istanbul, ou Thanos Veremis, de l'université d'Athènes), il raconte la guerre d'indépendance grecque.
Durant sa diffusion, 1821 a soulevé les critiques de l'Église orthodoxe et de l'extrême-droite grecques qui l'ont accusé de présenter la guerre d'indépendance sous un jour trop favorable à la Turquie et aux musulmans. 

## Sources
- (en) Fiche sur l'IMDb
- (en) TV documentary 1821 angers nationalist Greeks
- (el) Site relatif à la série - Skai TV